# La boda de mi mejor amigo (película de 2019)
La boda de mi mejor amigo es una película mexicana dirigida por Celso García que fue estrenada el 14 de febrero de 2019. Es una adaptación de la película estadounidense La boda de mi mejor amigo estrenada en 1997, dirigida por P. J. Hogan y protagonizada por Julia Roberts y Cameron Díaz. Está nueva adaptación está protagonizada por Ana Serradilla, Carlos Ferro, Miguel Ángel Silvestre y Natasha Dupeyrón.

## Reparto
- Ana Serradilla como Julia.
- Carlos Ferro como Manuel.
- Miguel Ángel Silvestre como Jorge.
- Natasha Dupeyrón como Pamela.
- Angel Bayón como Mesero
- Sinal Becerra como Mesera
- Patricia Bernal
- Carlos Bisdikian como Novio Jorge
- Bastian Calva como Amigo Esteban 1
- Mayte Carol como Abuela
- Bruna Cavalheiro como Dama de honor
- José Cuervo como Amigo de Jorge
- Rene Dupeyron